# Лос-Текес
Лос-Текес (ісп. Los Teques) — місто у Венесуелі, столиця штату Міранда. Населення — 140 617 осіб (2001).

## Клімат
Місто знаходиться у зоні, котра характеризується кліматом тропічних саван. Найтепліший місяць — травень із середньою температурою 18.9 °C (66 °F). Найхолодніший місяць — січень, із середньою температурою 16.3 °С (61.3 °F).
| Клімат Лос-Текеса       | Клімат Лос-Текеса | Клімат Лос-Текеса | Клімат Лос-Текеса | Клімат Лос-Текеса | Клімат Лос-Текеса | Клімат Лос-Текеса | Клімат Лос-Текеса | Клімат Лос-Текеса | Клімат Лос-Текеса | Клімат Лос-Текеса | Клімат Лос-Текеса | Клімат Лос-Текеса | Клімат Лос-Текеса |
| Показник                | Січ.              | Лют.              | Бер.              | Квіт.             | Трав.             | Черв.             | Лип.              | Серп.             | Вер.              | Жовт.             | Лист.             | Груд.             | Рік               |
| Середня температура, °C | 16,3              | 16,4              | 17,4              | 18,3              | 18,9              | 18,5              | 18,1              | 18,4              | 18,6              | 18,4              | 17,7              | 16,9              | 17,8              |
| Норма опадів, мм        | 34.7              | 24.5              | 22.7              | 50.7              | 100.6             | 104.4             | 108.3             | 125.3             | 119.9             | 138.7             | 118.5             | 53.1              | 1001.4            |
| Днів з опадами          | 11,5              | 8                 | 6,6               | 8,5               | 13,6              | 19,9              | 21,8              | 19,4              | 19,1              | 18,3              | 16,6              | 14,7              | 178               |
| Вологість повітря, %    | 81.3              | 79.8              | 74.2              | 78.9              | 81.2              | 83.5              | 84.2              | 82.5              | 83.6              | 84.4              | 84.6              | 83                | 81.8              |
| ----------------------- | ----------------- | ----------------- | ----------------- | ----------------- | ----------------- | ----------------- | ----------------- | ----------------- | ----------------- | ----------------- | ----------------- | ----------------- | ----------------- |
| Джерело: Weatherbase    |                   |                   |                   |                   |                   |                   |                   |                   |                   |                   |                   |                   |                   |